# En port till andra världen
En port till andra världen (originaltitel: The Doors of Perception) är en bok från 1954 av Aldous Huxley. Den handlar om de upplevelser Huxley fått under påverkan av meskalin (från peyotekaktusen) och innehåller också spekulationer kring för- och nackdelar med droger, huvudsakligen meskalin. 
Bokens namn kommer från ett citat av poeten William Blake: 
| ”               | If the doors of perception were cleansed every thing would appear to man as it is, infinite | „ |
| – William Blake |                                                                                             |   |

Det psykedeliska rockbandet The Doors tros ha tagit sitt bandnamn från bokens titel eller Blakes dikt, med motiveringen att psykedeliska droger hjälpte dem att öppna dörrar i sitt undermedvetna.[källa behövs]